# Escuelas Públicas de Elizabeth
Las Escuelas Públicas de Elizabeth (Elizabeth Public Schools, EPS) es un distrito escolar de Nueva Jersey. Tiene su sede en Elizabeth. El consejo escolar del distrito tiene un presidente, un vicepresidente, y siete miembros.

## Escuelas
Elizabeth High School es la única escuela preparatoria tradicional del distrito.
Academias:
- John E. Dwyer Technology Academy
- Admiral William F. Halsey Jr. Leadership Academy
- Alexander Hamilton Preparatory Academy
- Thomas Jefferson Arts Academy